# Lista de bandeiras do Mali
A seguir está uma lista de bandeiras usadas no Mali.

## Bandeira nacional
| Bandeira | Data          | Uso              | Descrição                                          |
| -------- | ------------- | ---------------- | -------------------------------------------------- |
|          | 1961–presente | Bandeira do Mali | Um tricolor vertical de verde, dourado e vermelho. |

## Bandeiras de Azawad

### Bandeiras separatistas
| Bandeira | Data          | Uso                                                        | Descrição |
| -------- | ------------- | ---------------------------------------------------------- | --- |
|          | 2011          | Bandeira proposta para Azawad                              | Duas faixas horizontais iguais de azul (superior) e branco com um triângulo isósceles de 43º com base no lado da talha.                                                                     |
|          | 2011          | Bandeira proposta para Azawad                              | Um campo branco com uma estrela azul e um crescente no centro. |
|          | 2012–presente | Bandeira do Movimento Nacional para a Libertação de Azawad | Uma bandeira tricolor horizontal de verde, vermelho e preto com um triângulo amarelo na lateral do mastro. Usada como bandeira nacional do estado não reconhecido de Azawad de 2012 a 2013. |

### Bandeiras de grupos armados e organizações políticas
| Bandeira | Data              | Uso                                                       | Descrição |
| -------- | ----------------- | --------------------------------------------------------- | --- |
|          | 2012–presente     | Bandeira do Movimento Árabe de Azawad                     | Uma bandeira tricolor horizontal de verde, branco e preto com uma estrela vermelha e um crescente no centro.                                 |
|          | 2014–presente     | Bandeira(s) da Coordenação dos Movimentos de Azawad       | Um campo vermelho carregado com texto branco dizendo "CMA".                                                                                  |
|          | 2014–presente     | Bandeira(s) da Coordenação dos Movimentos de Azawad       | Uma bandeira tricolor horizontal de verde, branco e vermelho com uma estrela amarela no centro.                                              |
|          | 2014–presente     | Bandeira do Grupo de Autodefesa Tuaregue Imghad e Aliados | Um campo azul com um símbolo vermelho de Tifinagh no centro.                                                                                 |
|          | 2014–presente     | Bandeira do Movimento Popular pela Salvação de Azawad     | Um tricolor horizontal de vermelho, branco e preto; com um triângulo verde na base e quatro estrelas verdes de cinco pontas na faixa branca. |
|          | 2016–presente     | Bandeira do Congresso pela Justiça em Azawad              | Um campo branco com uma faixa azul cruzando a bandeira do canto superior esquerdo ao inferior direito.                                       |
|          | 2016–presente     | Bandeira do Movimento para a Salvação de Azawad           | Duas faixas horizontais iguais de verde (em cima) e amarelo com um triângulo isósceles azul na lateral do guincho.                           |
|          | 2018–presente     | Bandeira da Aliança para a Salvação do Sahel              | Um tricolor horizontal de branco, vermelho e preto.                                                                                          |
|          | por volta de 2020 | Bandeira usada pela Ganda Iso                             | Um tricolor vertical de vermelho, verde e branco.                                                                                            |

## Bandeiras históricas

### Império do Mali
| Bandeira | Data   | Uso                                    | Descrição |
| -------- | ------ | -------------------------------------- | --- |
|          | c.1324 | Bandeira Imperial de Musa I (possível) | Uma reconstrução da bandeira usada por Musa I no hajj, uma possível bandeira histórica do Império do Mali, consistindo em um retângulo amarelo centrado em um campo vermelho. |

### Reinos locais
| Bandeira | Data      | Uso                                       | Descrição |
| -------- | --------- | ----------------------------------------- | --- |
|          | 1818–1862 | Bandeira do Império de Massina (possível) | Um campo amarelo com uma lua crescente verde e 3 estrelas de 5 pontas no centro. |
|          | 1878–1898 | Bandeira do Império de Uassulu            | Uma bandeira tricolor horizontal de azul, ciano e branco com um triângulo vermelho na lateral da talha e uma estrela de 7 pontas dentro do triângulo com um pequeno diamante vermelho dentro da estrela. |

### Sob o domínio francês
| Bandeira            | Data      | Uso | Descrição |
| ------------------- | --------- | --- | --- |
|                     | 1890–1960 | Bandeira da Terceira República Francesa, do Governo Provisório da República Francesa e da Quarta República Francesa | Um tricolor vertical de azul, branco e vermelho (proporções 3:2).                                              |
|                     | 1940–1942 | Bandeira da França de Vichy                                                                                         | Uma bandeira tricolor vertical de azul, branco e vermelho com o machado e 7 estrelas douradas.                 |
|                     | 1942–1944 | Bandeira da França Livre                                                                                            | Uma bandeira tricolor vertical de azul, branco e vermelho com a Cruz de Lorena.                                |
| Bandeiras coloniais |           | | |
|                     | 1958–1959 | Bandeira do Sudão Francês                                                                                           | A tricolor francesa com um Kanaga preto centrado na faixa branca.                                              |
|                     | 1959–1960 | Bandeira da Federação do Mali                                                                                       | uma bandeira tricolor vertical de verde, dourado e vermelho com um Kanaga preto centralizado na faixa dourada. |

### Independência
| Bandeira | Data      | Uso              | Descrição |
| -------- | --------- | ---------------- | --- |
|          | 1960–1961 | Bandeira do Mali | uma bandeira tricolor vertical de verde, dourado e vermelho com um Kanaga preto centralizado na faixa dourada. |